# Вир (община Брод)
Вижте пояснителната страница за други значения на Вир.
Вир (на македонска литературна норма: Вир) е село в Северна Македония, в община Брод (Македонски Брод).

## География
Селото се намира в областта Поречие в западното подножие на планината Даутица.

## История
В XIX век Вир е село в Поречка нахия на Кичевска каза на Османската империя. В „Етнография на вилаетите Адрианопол, Монастир и Салоника“, издадена в Константинопол в 1878 година и отразяваща статистиката на населението от 1873 година Вар (Var) е посочено като село с 40 домакинства с 55 жители мюсюлмани и 106 жители българи.
Църквата „Свети Никола“ е изградена в 1891 година.
Според статистиката на Васил Кънчов („Македония. Етнография и статистика“) от 1900 година Вир е населявано от 290 жители българи християни.
На Етнографската карта на Битолския вилает на Картографския институт в София от 1901 година Вир е чисто българско село в Кичевската каза на Битолския санджак с 30 къщи.
Цялото село в началото на XX век е екзархийско. По данни на секретаря на Българската екзархия Димитър Мишев („La Macédoine et sa Population Chrétienne“) в 1905 година във Вир има 280 българи екзархисти и в селото работи българско училище.
На етническата си карта на Северозападна Македония в 1929 година Афанасий Селишчев отбелязва Вир като българско село.
Според преброяването от 2002 година селото има 18 жители македонци.
В селото има и църква „Свети Атанасий Велики“.

## Личности
Родени във Вир
- Божко Димитров Вирянец (? – 1914), сърбомански четнически войвода
- Пройче, деец на сръбската въоръжена пропаганда в 1911 година, с месечна сръбска заплата две лири[8]